# The gentle crackdown II
The gentle crackdown II of 秀才愛上兵 is een Hongkongse TVB-serie uit 2008. Het verhaal speelt zich af in de Ming-dynastie en wordt daarom kostuumserie genoemd. Het openingslied "豺狼與羊" is gezongen door Steven Ma en Yumiko Cheng.

## Rolverdeling
| Cast member      | Character                                            |
| ---------------- | ---------------------------------------------------- |
| Steven Ma        | Tse Wong-Sheung (letterlijk: Dankuwel keizer) 謝皇上 |
| Yumiko Cheng     | Chan Sai-Mui 陳細妹                                  |
| Wayne Lai        | Tai Tsung-Man 戴從文                                 |
| Ha Yu            | Tse Chong-Tin 謝蒼天                                 |
| Johnson Lee      | Chuk Ching-Ting 祝清庭                               |
| Lee Sheng Cheung | Mak Sui 麥帥                                         |
| Elaine Yiu       | Tong Shui 唐水                                       |
| Mak Cheung-Ching | So Chan-Nam 蘇鎮南                                   |

## Verhaal
Tse Wong-Sheung (Steven Ma) is de zoon van Tse Chong-Tin (Ha Yu). Wong-Sheung heeft zijn examens goed gemaakt en is geslaagd. Hij krijgt van de staat een baan als dorpsrechter. Hij bemoeit zich met boerenzaken en andere onbelangrijke dingen. Chan Sai-Mui (Yumiko Cheng) is een vrouwelijke bewaker in het gerechtshof van Tse Wong-Sheung, later wordt ze verliefd op hem.